# Kim Jun-hong
Kim Jun-hong (김준홍?; Jeonju, 3 giugno 2003) è un calciatore sudcoreano, portiere del D.C. United.

## Carriera

### Club
Kim ha iniziato la sua carriera calcistica nel Jeonbuk Hyundai dove ha debuttato il 28 agosto 2021 nell'incontro di K League 1 pareggiato 2-2 contro il Suwon. Nel 2023 è stato ceduto in prestito al Gimcheon Sangmu, dove ha trascorso due stagioni da titolare.
Rientrato a Jeonju, è stato promosso al ruolo di portiere titolare.

### Nazionale
Ha giocato nelle nazionali giovanili sudcoreane Under-16, Under-17 ed Under-19.
Nel maggio del 2023 è stato convocato dalla Corea del Sud Under-20 per disputare il campionato mondiale Under-20. Il 28 agosto seguente ha ricevuto la prima convocazione con la nazionale maggiore.

## Statistiche

### Presenze e reti nei club
Statistiche aggiornate al 3 gennaio 2025.
| Stagione               | Squadra                | Campionato             | Campionato | Campionato | Coppe nazionali | Coppe nazionali | Coppe nazionali | Coppe continentali | Coppe continentali | Coppe continentali | Altre coppe | Altre coppe | Altre coppe | Totale | Totale | Totale |
| Stagione               | Squadra                | Comp                   | Pres       | Reti       | Comp            | Pres            | Reti            | Comp               | Pres               | Reti               | Comp        | Pres        | Reti        | Pres   | Reti   |        |
| ---------------------- | ---------------------- | ---------------------- | ---------- | ---------- | --------------- | --------------- | --------------- | ------------------ | ------------------ | ------------------ | ----------- | ----------- | ----------- | ------ | ------ | ------ |
| 2021                   | Jeonbuk Hyundai        | KL1                    | 2          | 0          | CC              | 0               | 0               | ACL                | 0                  | 0                  | -           | -           | -           | 2      | 0      |        |
| 2022                   | Jeonbuk Hyundai        | KL1                    | 2          | -1         | CC              | 0               | 0               | -                  | -                  | -                  | -           | -           | -           | 2      | -1     |        |
| 2023                   | Gimcheon Sangmu        | KL2                    | 8          | -6         | CC              | 1               | -1              | -                  | -                  | -                  | -           | -           | -           | 9      | -7     |        |
| 2024                   | Gimcheon Sangmu        | KL1                    | 17         | -12        | CC              | 0               | 0               | -                  | -                  | -                  | -           | -           | -           | 17     | -12    |        |
| Totale Gimcheon Sangmu | Totale Gimcheon Sangmu | Totale Gimcheon Sangmu | 25         | -18        |                 | 1               | -1              |                    | -                  | -                  |             | -           | -           | 26     | -19    |        |
| 2024                   | Jeonbuk Hyundai        | KL1                    | 17         | -18        | CC              | 0               | 0               |                    | -                  | -                  | -           | -           | -           | 17     | -18    |        |
| Totale Jeonbuk Hyundai | Totale Jeonbuk Hyundai | Totale Jeonbuk Hyundai | 21         | -19        |                 | 0               | 0               |                    | 0                  | 0                  |             | -           | -           | 21     | -19    |        |
| Totale carriera        | Totale carriera        | Totale carriera        | 46         | -37        |                 | 1               | -1              |                    | 0                  | 0                  |             | -           | -           | 47     | -38    |        |

## Palmarès

### Club

#### Competizioni nazionali
- K League 2: 1

Gimcheon Sangmu: 2023